# Callosa d’en Sarrià
Callosa d’en Sarrià (hiszp. Callosa de Ensarriá) – gmina w Hiszpanii, w prowincji Alicante/Alacant, we wspólnocie autonomicznej Walencja.
Gmina położona jest w comarce Marina Baixa i ma powierzchnię 34,66 km². W 2018 roku liczyła 7257 mieszkańców. W 2015 roku alkadem został Josep Saval Gregori z Koalicji Compromís.